# Shakkanakku
In accadico, shakkanakku (in cuneiforme 𒅎𒀝𒂵𒌈 cioè Sakkan Akku, 'testa del popolo', da cui 'governatore') era un titolo che designava un governatore militare.
Mari fu governata da una dinastia ereditaria di shakkanakku, originariamente insediata dall'imperatore accadico, che conquistò l'indipendenza al collasso dell'Impero di Akkad. Lo stesso titolo esisteva anche a Qatna nel XIV secolo a.C. e a Dilmun all'epoca della Babilonia cassita.

## Gli Shakkanakku durante l'impero di Akkad
I governatori militari Shakkanakku o Shagina sono noti fin dai tempi dell'impero accadico. Ad esempio, Shar-kali-sharri aveva un governatore militare a Nippur che si occupava della costruzione del tempio di Enlil. Uno dei nomi dei suoi anni recita: "Anno in cui Sharkaliszarri nominò Puzur-Eshtar, il shagina (generale)" per costruire il tempio di Enlil "Anno in cui Sharkaliszarri nominò Puzur-Eshtar, il shagina, per costruire il tempio di Enlil".

## Principali Shakkanakku di Mari
Diversi Shakkanakku sono noti grazie a reperti archeologici:

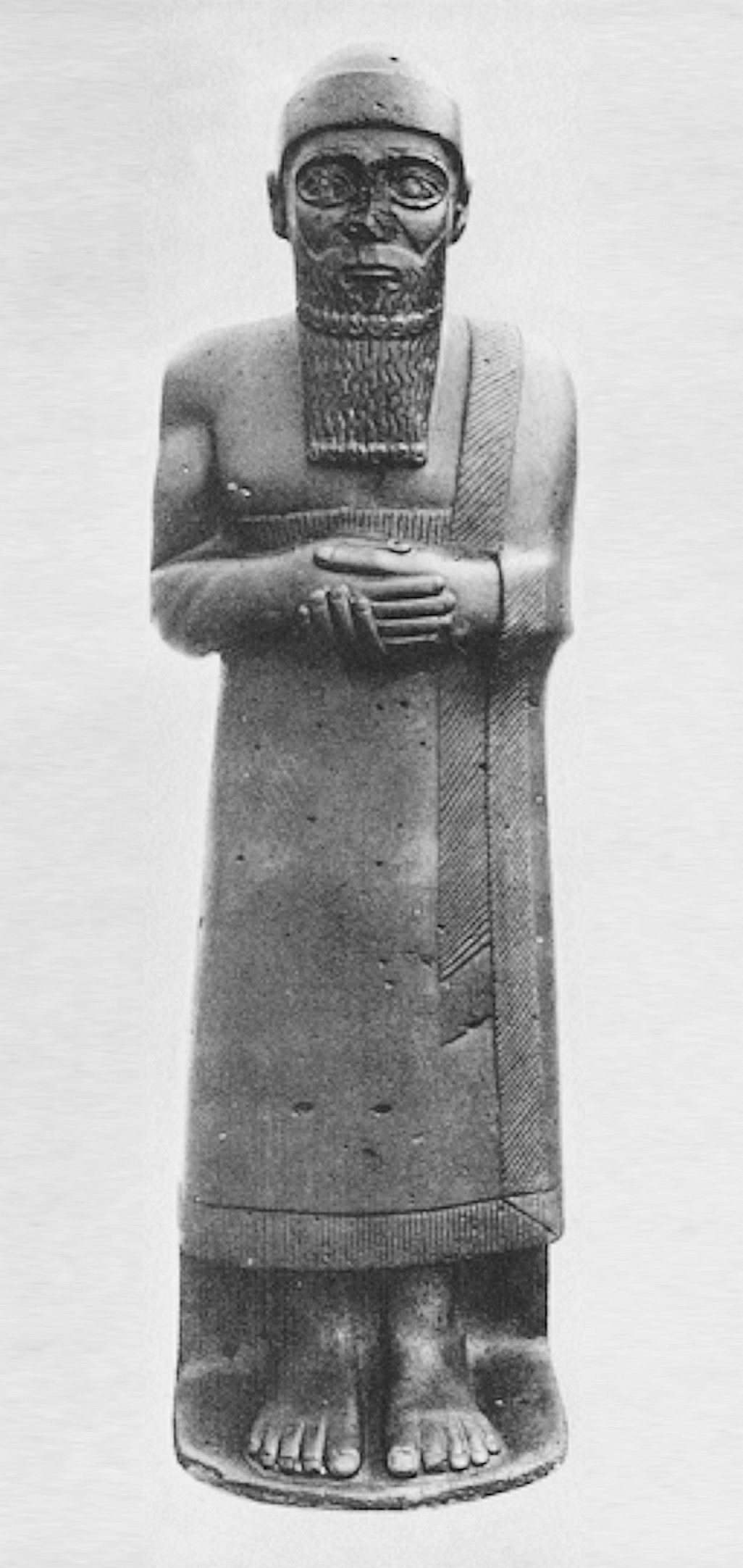
Statua di Ishtup-Ilum, Shakkanakku di Mari. (2150 a.C. circa)
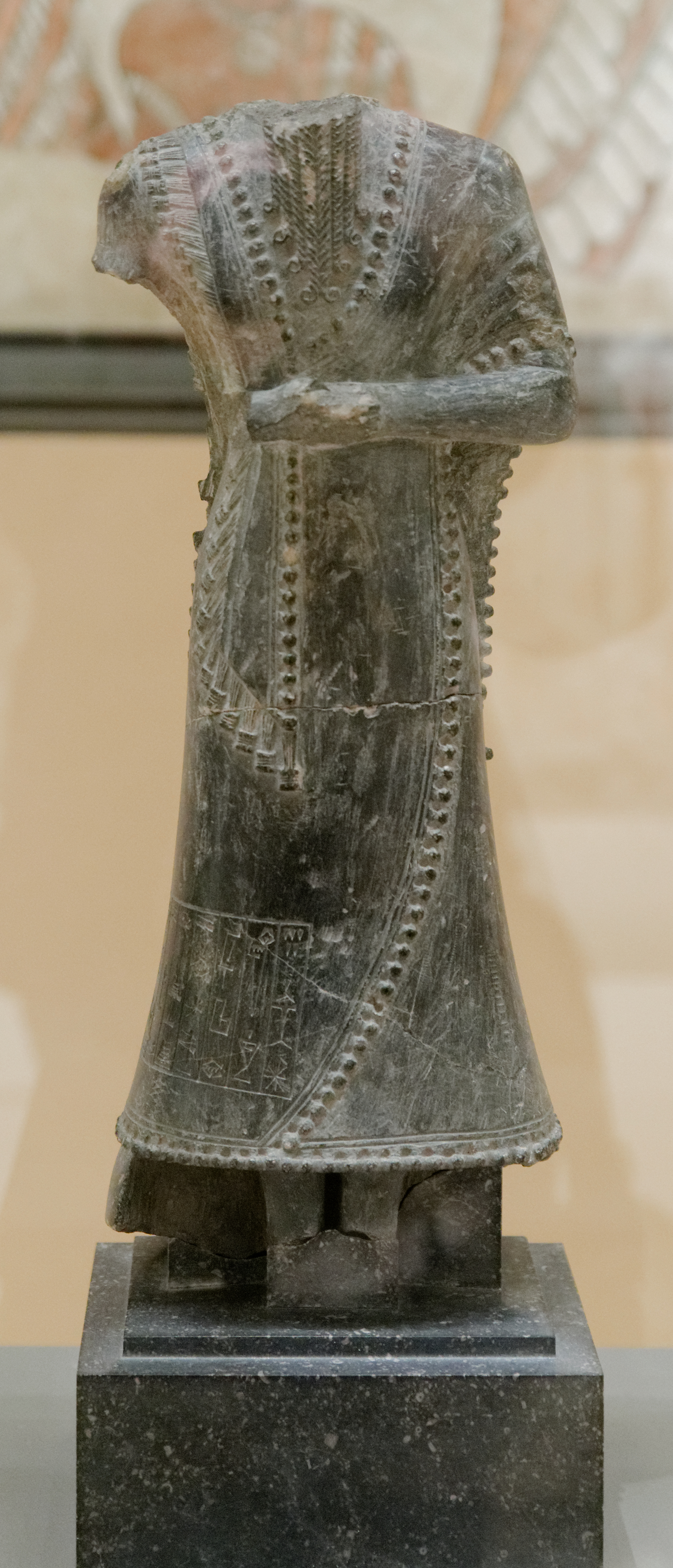
Statua diIddi-Ilum, Shakkanakku di Mari. (circa 2090 a.C.)
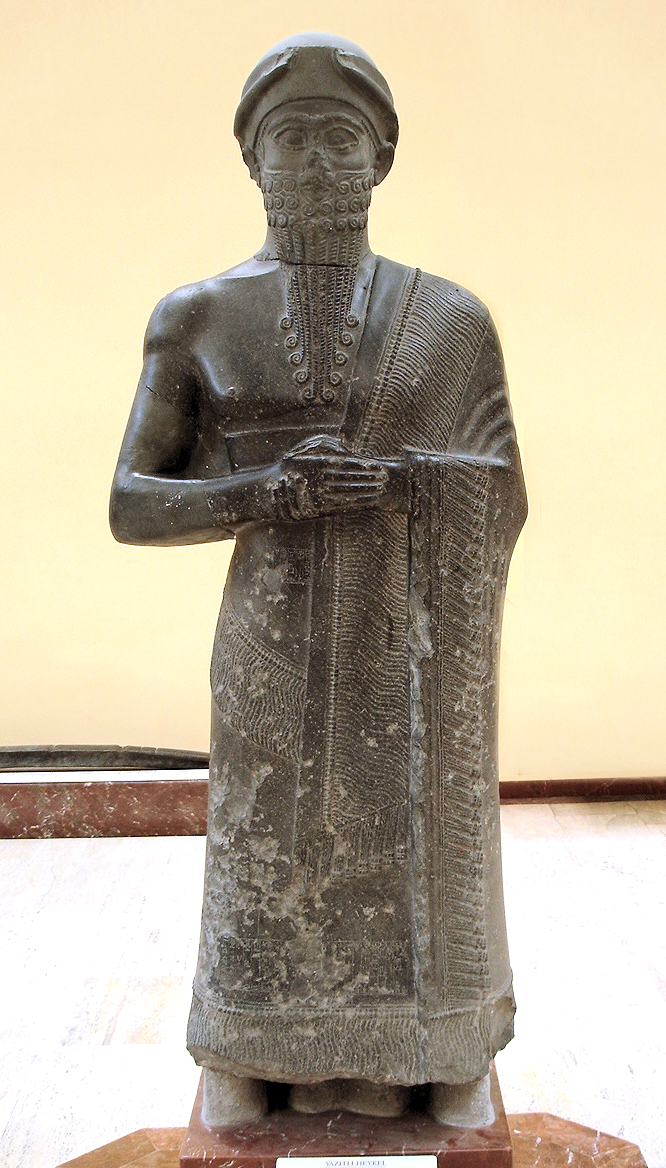
Puzur Ishtar, Shakkanakku di Mari. (2050 a.C. circa)
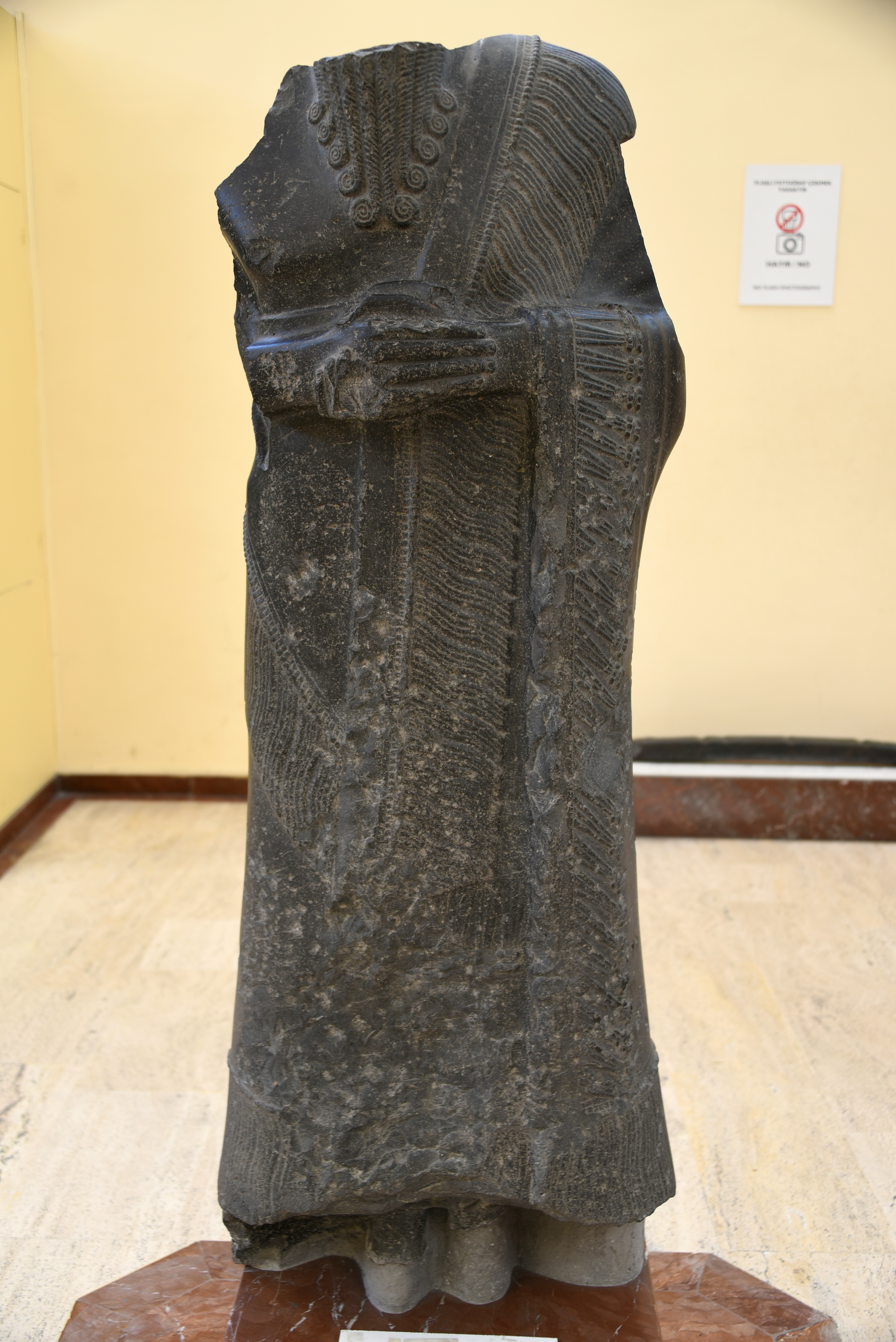
Tura-Dagan, Shakkanakku di Mari. (2071-2051 a.C. circa).